# Fibra Óptica Austral
La Fibra Óptica Austral es un cable submarino de comunicaciones que une varias ciudades del extremo sur de Chile, mejorando la conectividad de la zona con el resto del país y del mundo. Tiene una longitud de 2980 km, de los cuales 2880 son submarinos y 100 km son terrestres.

## Historia
La Fibra óptica Austral fue un proyecto que nace impulsado por el subsecretario de telecomunicaciones de la época, Pedro Huichalaf, como parte de ejecución de múltiples proyectos públicos basados en el Plan Nacional de Infraestructura de Telecomunicaciones que surge a principios de 2014 promovido por la autoridad como parte de una Política Pública de Chile en materia de conectividad digital.
El primer cable de comunicaciones submarino entre Puerto Montt y Punta Arenas fue telegráfico y se aprobó su despliegue el 14 de febrero de 2016.[cita requerida] Durante el segundo gobierno de Michelle Bachelet, gracias a gestiones de parlamentarios de la comisión de zonas extremas y del ex intendente de la región de Magallanes Jorge Flies, se propuso la construcción de un cable submarino que uniría Puerto Montt con el extremo austral de Chile.
Se planificaba que la licitación se adjudicaría en el 2016 y el cable iba a estar operativo a fines del 2017, con la consiguiente mejora en conectividad con la región de Magallanes, que a esa fecha contaba solamente con conexiones satelitales que sufrían frecuentes cortes o de redes que pasan por territorio argentino. En una segunda etapa, estaba planificado que el cable llegara a Puerto Williams. Sin embargo, a la licitación se presentó solo una empresa, que no cumplía lo solicitado, por lo que el proyecto quedó desierto. El gobierno reformuló el proyecto y lo volvió a licitar en 2017, adjudicando los tramos submarino y terrestre en la zona austral.
Durante el 2018 comenzó el estudio del lecho marino. Se licitó la construcción en 2018 y se adjudicó a CTR y Huawei, el despliegue de la fibra lo realizó el buque francés Rene Descartes perteneciente a la compañía Orange. Implicó una inversión cercana a los $52 mil millones de pesos de aquel entonces.
En mayo de 2019 se terminó el despliegue del cable y entró en operación en 2020. Gracias a la FOA desde 2022 se puso en marcha la conexión 5G en el extremo sur de Chile. A futuro se esperaba su extensión desde Puerto Williams hacia el sur llegando al territorio Antártico Chileno atravesando el cabo de Hornos y el paso Drake, idea que fue abandonada por los costes logísticos.

## Puntos de Aterrizaje
Este cable tendrá 4 puntos de amarre:
- Puerto Montt: punto donde el FOA se conecta al resto de la red digital de Chile continental.
- Caleta Tortel: punto desde donde se despliega la red terrestre a la región de Aysén
- Punta Arenas: punto desde donde se extiende a la capital provincial de Última Esperanza, Puerto Natales por vía terrestre y a la capital provincial de Tierra del Fuego, Porvenir por vía terrestre-submarina cruzando el estrecho de Magallanes
- Puerto Williams: punto desde donde se esperaba una futura conexión a Chile antártico.